# Víťazovce
Víťazovce (in ungherese Vitézvágás, in tedesco Wittershau) è un comune della Slovacchia facente parte del distretto di Humenné, nella regione di Prešov.